# Gymnothorax punctatus
Gymnothorax punctatus är en fiskart som beskrevs av Bloch och Schneider, 1801. Gymnothorax punctatus ingår i släktet Gymnothorax och familjen Muraenidae. Inga underarter finns listade i Catalogue of Life.